# Hammerfest (Norvège)
Pour le jeu vidéo, voir Hammerfest (jeu vidéo).
Hammerfest est une commune du nord de la Norvège, située dans le comté de Finnmark considérée comme la ville la plus septentrionale du monde.

## Géographie
Le territoire de la commune comprend partiellement les îles de Kvaløya, Sørøya et Seiland, tandis que l'agglomération de Hammerfest se situe sur la côte nord-ouest l'île de Kvaløya (le nom signifie « île des baleines »).

## Toponymie
La ville a reçu son nom en référence à un lieu de mouillage, hammer étant le nom des rochers utilisés pour arrimer les bateaux (issu du vieux-norrois hamarr - pente raide d'une montagne). Ces rocs furent recouverts pendant l'après-guerre lorsque des terres furent gagnées sur la mer. Quant au terme fest, il dériverait de festr qui signifie amarrer.

## Démographie
Depuis dix ans, la croissance économique de la ville s'est accompagnée d'une augmentation de sa population.
| 1992  | 2000  | 2005  | 2008  | 2010  | 2017   |
| ----- | ----- | ----- | ----- | ----- | ------ |
| 9 397 | 9 213 | 9 261 | 9 407 | 9 724 | 10 527 |

## Histoire
De nombreuses tombes datant de l’âge de la pierre ont été retrouvées dans cette région. Hammerfest était déjà une importante implantation de pêcheurs et de chasseurs bien avant la reconnaissance officielle de son statut de municipalité, en 1789.

### Les guerres napoléoniennes
Pendant les guerres napoléoniennes, le royaume de Norvège-Danemark se rallia à la France après avoir été attaqué par la Grande-Bretagne. En tant qu'un des principaux centres de transport et de commerce du Finnmark de l'ouest, Hammerfest fut une cible évidente pour la Royal Navy.
Sur requête de marchands locaux, la ville reçut six canons de l'armurerie centrale de Trondheim. Parallèlement une milice visant à défendre la côte fut constituée. Un certain nombre de marchands formait le corps officier, tandis que les troupes étaient composées de saamis et de kvènes.

#### L'attaque britannique
Le 22 juin 1809, l'attaque tant attendue commença quand les bricks Snake et Fancy approchèrent de la ville. Avant d'atteindre Hammerfest, les vaisseaux britanniques avaient pillé le village de Hasvik. La bataille fut intense et dura jusqu'à ce que les canons norvégiens soient à court de poudre.
Pendant les combats les habitants avaient quitté la ville avec la plupart de leurs biens, mais les navires restèrent dans le port huit jours. Pendant leur court séjour, les marins de la Royal Navy prirent ce qu'ils trouvèrent, jusqu'à l'argenterie de l'église locale.

#### Amélioration des fortifications
À la suite du raid, Hammerfest devint une ville de garnison. Les remparts furent étendus et renforcés. Conjointement, une flottille à rames armée de canons fut cantonnée aux eaux de Hammerfest jusqu'à la fin des guerres napoléoniennes.

### Au cours du XIXe siècle

#### L'incendie de 1890
Un incendie majeur se déclara en 1890 dans une boulangerie et détruisit la quasi-totalité de la ville. La ville reçut des fonds et de l'aide humanitaire de l'extérieur, notamment de l'empereur Guillaume II comme ce fut le cas pour Ålesund.

#### Installation de l'électricité
En 1891, Hammerfest fut l'une des premières villes de Norvège à bénéficier d'éclairage électrique public[réf. nécessaire].

### Destruction pendant la Seconde Guerre mondiale
Au cours de la Seconde Guerre mondiale, les troupes allemandes imposent aux habitants d’évacuer Hammerfest, avant de réduire la ville en cendres lors de leur retraite : Opérations navales dans l'Arctique durant la Seconde Guerre mondiale.

## Administration et politique
Le conseil municipal (Kommunestyre) compte 29 membres élus tous les quatre ans au système proportionnel. La vie politique de Hammerfest est traditionnellement dominée par le Parti travailliste qui détient la mairie presque sans interruption depuis 1914, les seules interruptions ayant été deux brèves périodes dominées par le Parti conservateur (1924-1925, 1995-1999), ainsi que l'occupation allemande pendant la Seconde Guerre mondiale.

### Conseil municipal
| Elections | R | SV | Ap | MDG | Sp | Divers | KrF | H  | FrP | Total |
| --------- | - | -- | -- | --- | -- | ------ | --- | -- | --- | ----- |
| 1991      | 1 | 9  | 22 | 0   | 0  | 3      | 1   | 9  | 0   | 29    |
| 1995      | 2 | 2  | 11 | 0   | 1  | 0      | 0   | 12 | 1   | 29    |
| 1999      | 1 | 2  | 15 | 0   | 0  | 0      | 0   | 9  | 2   | 29    |
| 2003      | 2 | 2  | 20 | 0   | 0  | 0      | 0   | 3  | 2   | 29    |
| 2007      | 1 | 3  | 15 | 0   | 0  | 1      | 1   | 5  | 3   | 29    |
| 2011      | 0 | 2  | 19 | 0   | 0  | 1      | 0   | 5  | 2   | 29    |
| 2015      | 0 | 3  | 20 | 1   | 0  | 0      | 1   | 3  | 1   | 29    |

### Maire
- 1946-1951 : Harald J. Olsen, Parti travailliste (Ap).
- 1952-1961 : Ørjan Østvik, Parti travailliste (Ap).
- 1962-1966 : Anton Eide, Parti travailliste (Ap).
- 1966-1966 : Ragnvald Jacobsen, Parti travailliste (Ap).
- 1967-1971 : Aksel Olsen, Parti travailliste (Ap).
- 1972-1975 : Arnulf Olsen, Parti travailliste (Ap).
- 1976-1983 : Erling Jensen, Parti travailliste (Ap).
- 1984-1987 : Arnulf Olsen, Parti travailliste (Ap).
- 1988-1995 : Kåre Rønbeck, Parti travailliste (Ap).
- 1995-1999 : Tormod Bartholdsen, Parti conservateur (H).
- 1999-2006 : Alf E. Jakobsen, Parti travailliste (Ap).
- 2006-2009 : Kristine Jørstad Bock, Parti travailliste (Ap).
- 2009-       : Alf E. Jakobsen, Parti travailliste (Ap).

## Blason
Le blason de Hammerfest, représentant un ours polaire sur un fond rouge, fut adopté en 1938. Bien qu'il ne soit pas lui-même natif de Norvège continentale, l'animal symbolise la pêche dans les eaux polaires du nord de la Norvège. Il fut dessiné pour le cent-cinquantième anniversaire de la ville,.

## Économie

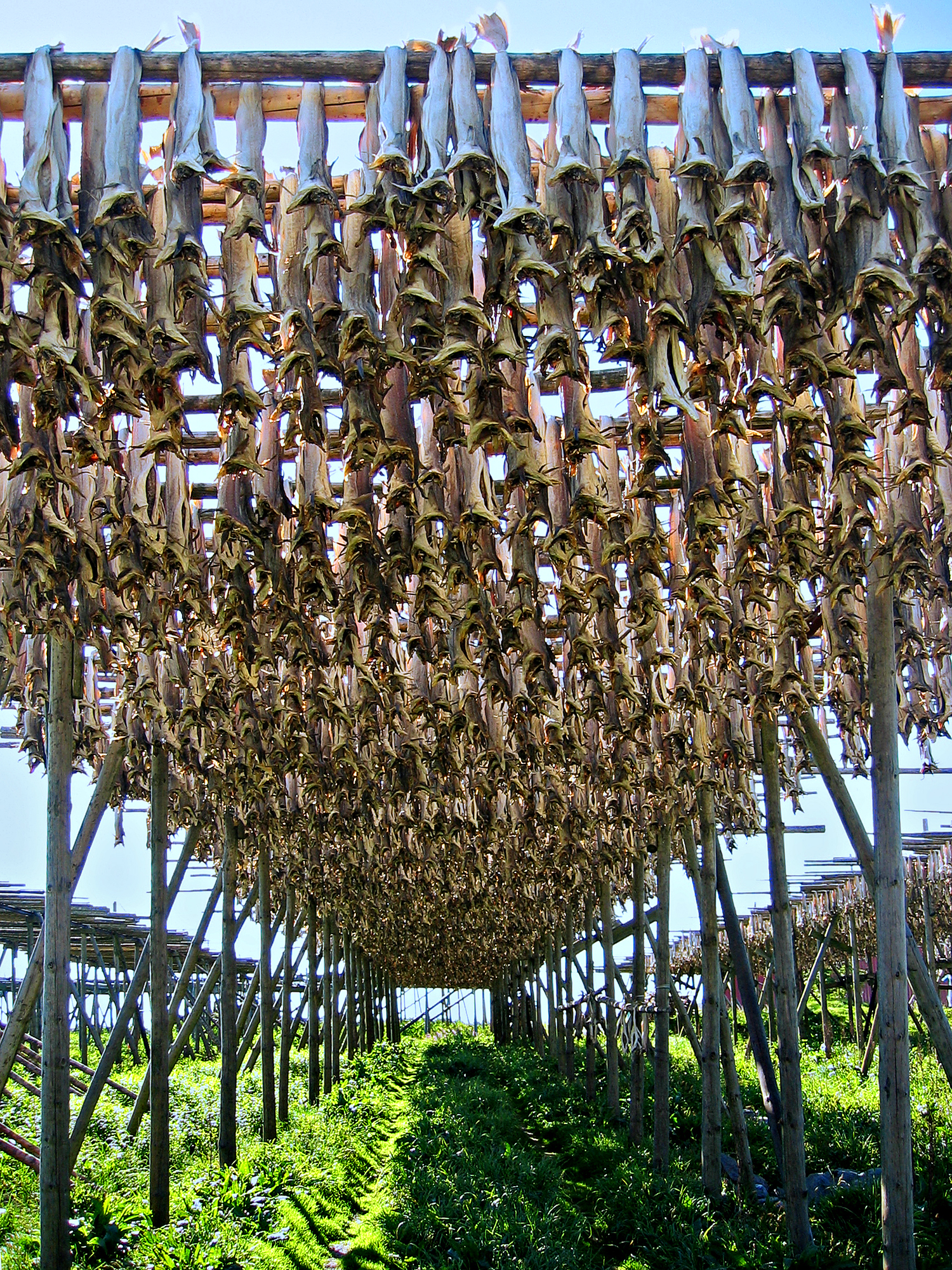
Poissons mis à sécher en plein air.

La ville compte aujourd’hui 9 500 habitants dont la plupart travaillent dans les usines de transformation du poisson, notamment pour le compte de la société Findus. Elle accueille également des industries en rapport avec l'activité maritime et constitue l'une des escales du Hurtigruten.
La ville se tourne maintenant vers la prospection énergétique (pétrole et gaz). Un gisement de gaz se situe dans la mer de Barents, à 240 m de profondeur. 145 km de tuyaux le relient à une usine ultramoderne, installée dans une île près de la ville.

## Sport
Les deux clubs de football de ville Hammerfest FK et Hif/Stein qui jouent dans des divisions inférieures en Norvège vont fusionner.

## Culture
La ville d'Hammerfest est présente dans le jeu vidéo Command and Conquer : Soleil de Tiberium

## Curiosités locales
- Si la Norvège continentale ne compte aucun ours polaire, la ville reste le siège de la Société royale de l'ours polaire (Isbjørnklubben). Hammerfest était en effet le port de départ des expéditions de chasse vers l’archipel de Svalbard. Un petit musée, dans les locaux de la société, est consacré à l’histoire de la chasse en milieu arctique.
- Le Musée de la reconstruction revient sur l’épisode tragique de la Seconde Guerre mondiale et la période de reconstruction qui s’ensuivit.
- L'église d'Hammerfest, construite en 1961.
- L'église Saint Michel (St Mikaelskirken) reconstruite en 1957/58, qui est la paroisse catholique la plus septentrionale du monde.
- Le glacier norvégien le plus septentrional est accessible depuis la ville, et constitue une attraction touristique très prisée. Une excursion en bateau jusqu’au Cap Nord est organisée tous les jours.
- On y trouve l'une des bornes de l'arc géodésique de Struve, classé au patrimoine mondial.
- Le Danemark[5], la Suède[6], la Finlande[7] et les Pays-Bas[8] disposent d'un consulat honoraire à Hammerfest.

## Personnalités
- Ole Olsen (1850–1927), compositeur, y est né.
- Størker Størkersen (1883-1940), explorateur, y est mort.

## Galerie

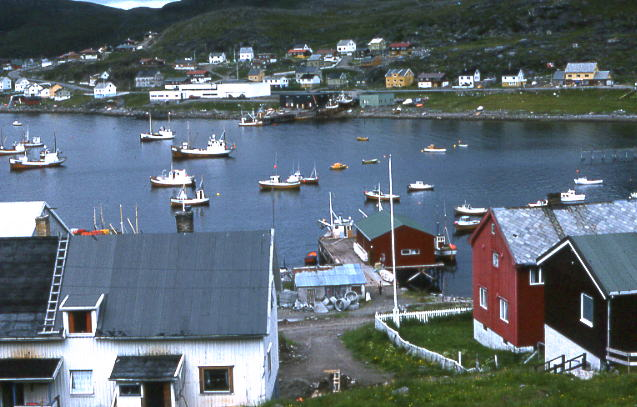
Hammerfest (1976).
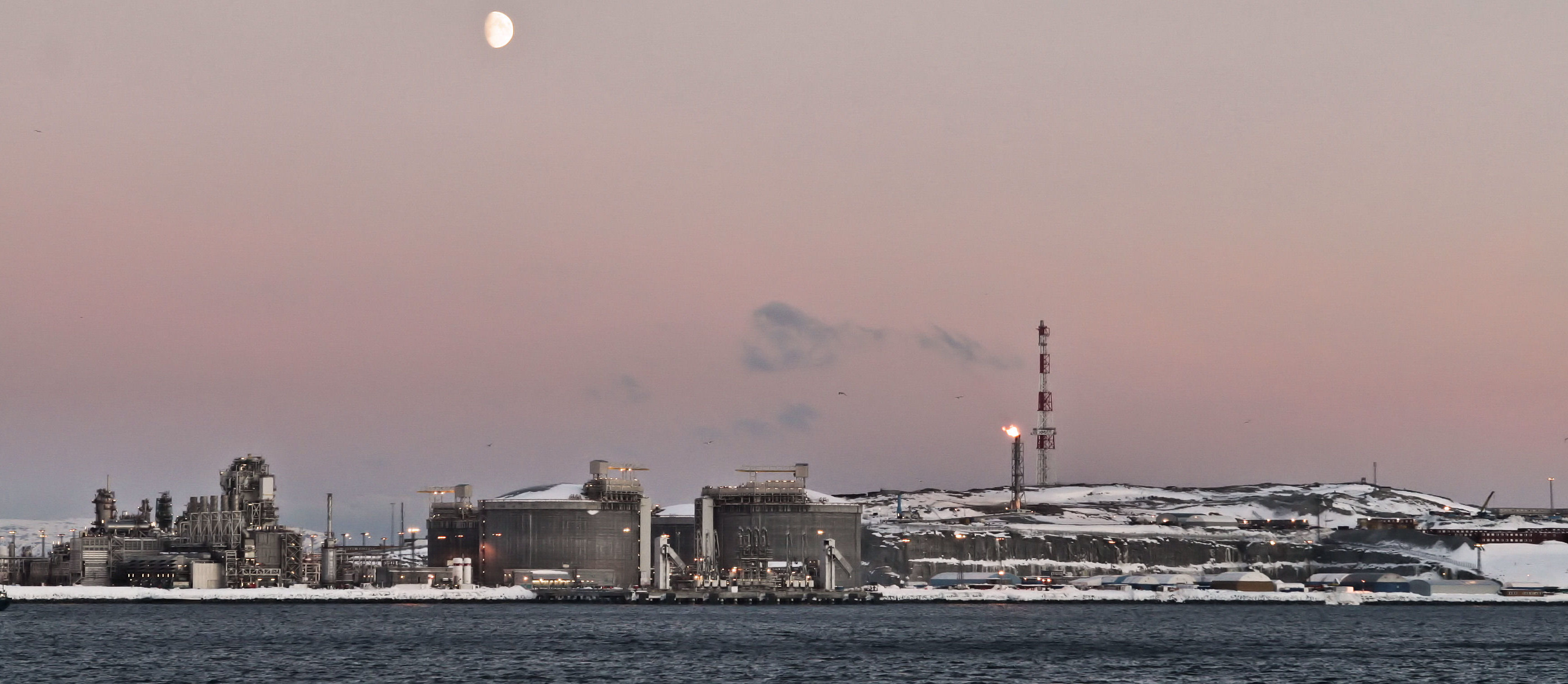
Melkøya.
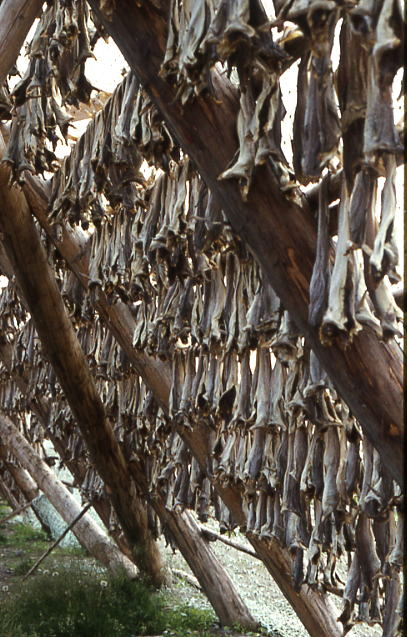
Séchage du poisson.